# Ястреб Людмила Луківна
Людмила Луківна Ястреб (10 квітня 1945, с. Квасниківка, нині Енгельський р-н, Саратовська обл., РФ — 8 серпня 1980, Одеса) — художниця-живописець і графік, лідерка групи одеських художників-нонконформістів. Дружина художника Віктора Маринюка.

## Життєпис
Людмила Ястреб народилася в Саратовській області. Невдовзі родина переїхала до Одеси — батько був військовим. З дитинства  не розставалася з олівцем і папером, весь час малювала.
У 1964 р. закінчила Одеське художнє училище (педагог Д. Фруміна). В училищі познайомилася зі своїм майбутнім чоловіком Віктором Маринюком.
У травні 1966 року художниця взяла участь у 1-й виставці молодих художників Одеси.
1969 р. Л. Ястреб з групою молодих художників було запрошено від Спілки художників СРСР до Будинку творчості «Паланга» (Литва). Там вона познайомилась з лідерами неофіційного мистецтва республік СРСР: азербайджанським художником Відаді Нариманбековим, львів′янином Ласлом Пушкашем, москвичами Євгеном Бачуріним, Германом Ратнером, Надією Мощевітовою, художниками із Ленінграда, Молдавії, Грузії. Ця творча поїздка стала поштовхом для креативної самоідентифікації художниці у світі образотворчості. 
Наприкінці 1960-х активно займалась живописом та графікою, а згодом і монументально-декоративним мистецтвом. В той час в Одесі сформувалася потужна група художників-нонконформістів, які відкрито виступили проти соцреалізму. Разом з друзями-авангардистами О. Ануфрієвим, В. Стрельниковим, В. Басанцем мисткиня стала однією з яскравих представниць неофіційного художнього руху в Одесі. Дім Людмили Ястреб та Віктора Маринюка був одним із осередків андеграунду. 
З 1969 р. художниця  брала участь у «квартирних» виставках в Одесі та Москві. У 1979 р. роботи мисткині демонструвалися на виставці «Сучасне мистецтво з України» в Мюнхені, Лондоні, Парижі, Нью-Йорку.
В 35 років молода і дуже талановита художниця передчасно померла від онкологічного захворювання.
Твори Людмили Ястреб зберігаються в Одеському національному художньому музеї, Одеському літературному музеї, Музеї сучасного мистецтва Одеси, Національному художньому музеї України, приватних збірках України, Норвегії, Німеччини, США, Великобританії, Болгарії, Італії.
Персональних виставок, за винятком «квартирних», при житті не мала. Вперше широкому загалу глядачів її творчість була представлена на посмертних виставках 1983 і 1996 рр..

## Творчість
Людмила Ястреб була сміливою експериментаторкою в мистецтві, зокрема в галузі абстрактного живопису, де колір і ритм не тільки народжували вишукану декоративність і музикальність, але й мали певний зашифрований зміст.
Лейтмотивом творчості художниці став образ жінки й тісно пов′язана з ним тема материнства. Написані в авангардній манері, ці твори разом з тим асоціюються з наївним мистецтвом  і мадоннами майстрів Раннього Відродження, свідчать про багаті і різнопланові традиції, на які спиралася художниця. Майстриня поєднала у своїх роботах дві основи — народне мистецтво і уроки світової класики.

## Вибрані твори
«Єва» (1974), «П′ять жіночих облич», «Жінки в червоному, синьому і жовтому», «Жінка біля вікна» (усі — 1975), «Дівчата, які біжать» (1977), «Купальниці», «Мадонна» (обидва — 1978), «Дівчата в арках», «Ті, що біжать», «Дівчина з сонцем», «Жінка з двома фігурами під аркою» (усі —1979).